# Cal Mal Ric
Cal Mal Ric és una masia de Sant Vicenç de Torelló (Osona) inclosa a l'Inventari del Patrimoni Arquitectònic de Catalunya.

## Descripció
Edifici civil. Masia construïda damunt la pedra i situada a pocs metres del mas Grau. La casa és de planta rectangular, coberta a dues vessants i amb el carener perpendicular a la façana, orientada a ponent. Presenta un portal descentrat. Consta de planta baixa, pis i golfes. A la part dreta hi ha un cos de porxos abrigats sota la vessant dreta de la teulada i orientats a migdia. Al davant de la casa hi ha una lliça tancada per diverses dependències agrícoles i un portal. A tramuntana hi ha una finestra conopial i a l'interior de la planta baixa n'hi ha una de forma goticitzant. És construïda amb pedra i tàpia. Els elements de ressalt estan fets de pedra picada. L'estat de conservació és regular.

## Història
Antic mas registrat entre els dotze masos que figuren al fogatge de 1553 de la parròquia i terme de Sant Vicenç de Torelló. Aleshores habitava el mas SAGIMON MALRIC.
Actualment en són propietaris els habitants de Masgrau, els quals destinen Can Malric per al bestiar, d'aquí el progressiu deteriorament del mas.
Segons les dades constructives, el mas fou reformat vers el segle xviii (1783- finestra de ponent).